# Sattagyden
Die Sattagyden (in „Sattagydia“) waren ein altiranischer Volksstamm, der in dem Gebiet östlich der heutigen Provinz Fars siedelte. Sie werden auf Inschriften der Achämeniden als eigener Volksstamm, vermutlich also als eigene Satrapie genannt.

## Weblink
- Carl Ritter: Erdkunde von Asien. 1838 (Volltext in der Google-Buchsuche).